# ConIFA Europees kampioenschap voetbal 2015

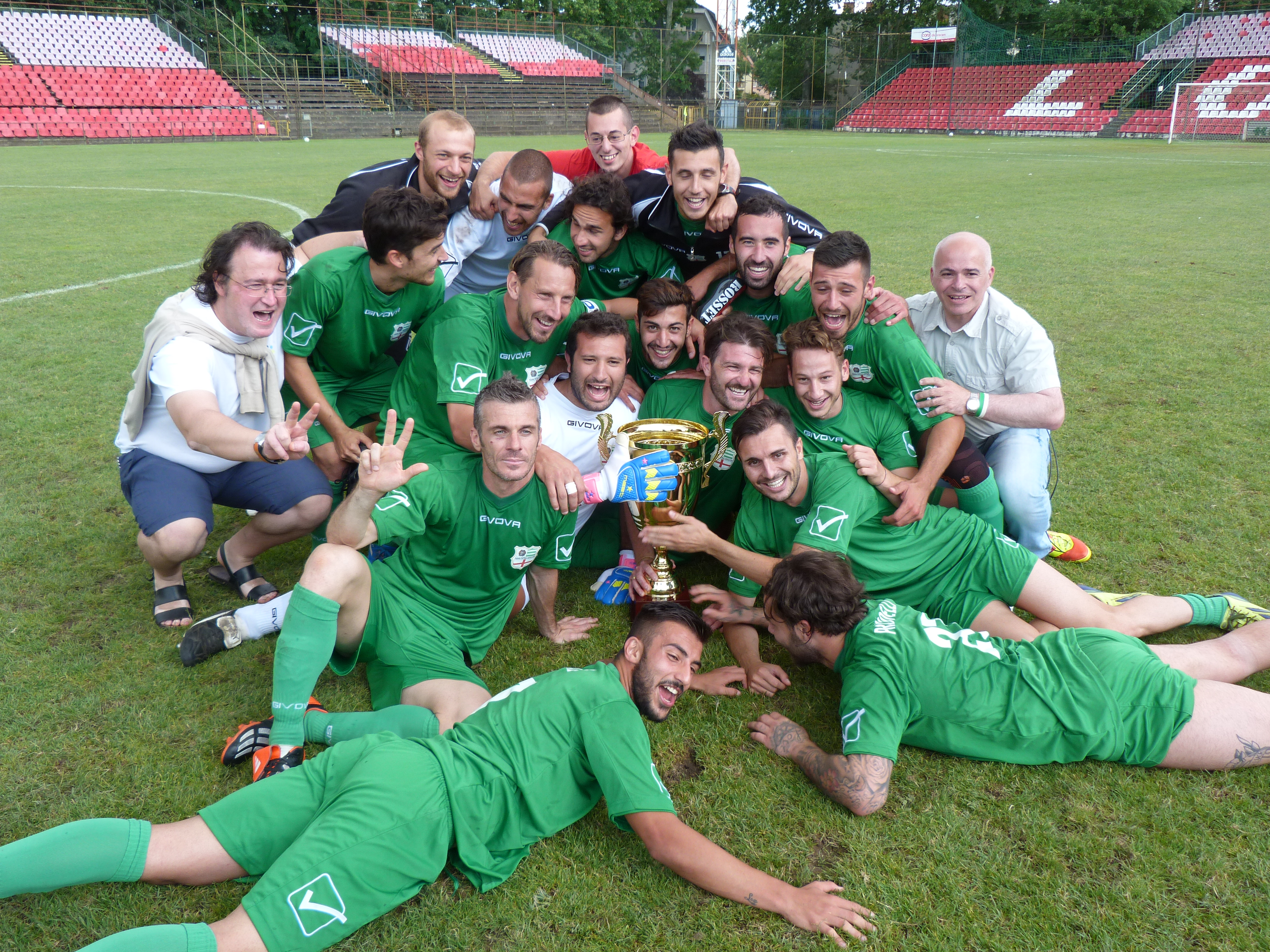
Padanië wint de Europese voetbalbeker van de ConIFA.

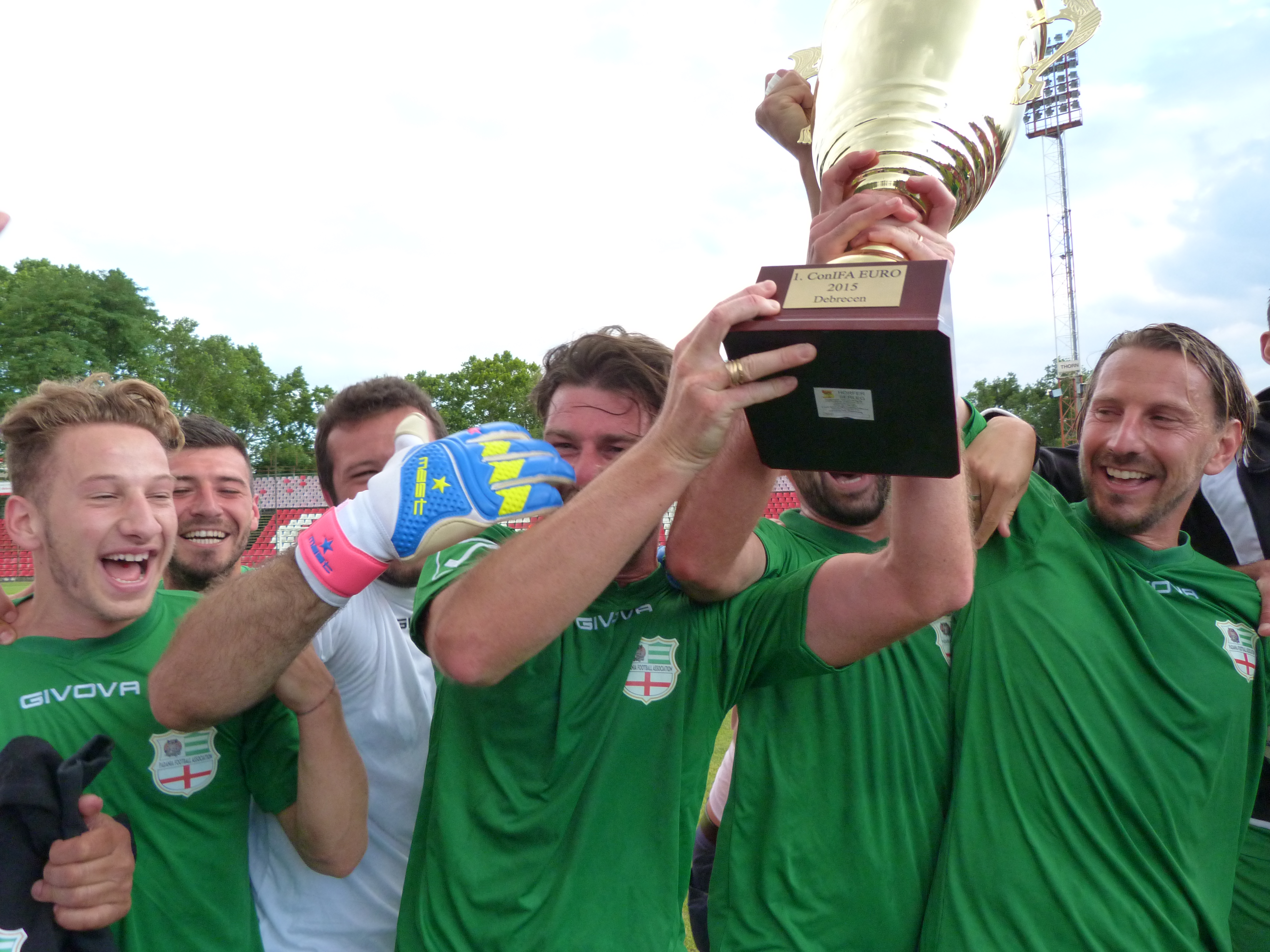
De Padaniaanse selectie na het winnen van het ConIFA EK 2015.

Het ConIFA Europees kampioenschap voetbal 2015 vond plaats van 17 tot 21 juni in Debrecen, Hongarije. Dit was de eerste editie van dit kampioenschap voor landenteams die geen lid kunnen worden van de FIFA en/of geen erkend land zijn. De overkoepelende ConIFA (Confederation of Independent Football Associations) organiseerde het toernooi in samenwerking met de voetbalbond van het als gastland optredende Szeklerland, dit in nauwe samenwerking met de faciliterende overheid van Hongarije. 
Het toernooi werd gewonnen door Padanië, dat Graafschap Nizza in de finale met 4-1 versloeg.

## Deelnemende landen
Graafschap Nizza
 Man (eiland)
 Opper-Hongarije
 Padanië
 Romani
 Szeklerland

## Speelsteden
| Stad     | Stadion                 | Capaciteit |
| -------- | ----------------------- | ---------- |
| Debrecen | Oláh Gábor utcaistadion | 10.000     |

## Eerste ronde

### Groep A
| Team             | Pts | Pld | W | D | L | GF | GA | GD |
| ---------------- | --- | --- | - | - | - | -- | -- | -- |
| Graafschap Nizza | 6   | 2   | 2 | 0 | 0 | 7  | 3  | +4 |
| Opper-Hongarije  | 3   | 2   | 1 | 0 | 1 | 4  | 5  | -1 |
| Szeklerland      | 0   | 2   | 0 | 0 | 2 | 3  | 6  | -3 |

|                    |                                 |           |                 |                                   |
| 17 juni 2015 16:00 | Graafschap Nizza                | 3-2       | Szeklerland     | Oláh Gábor utcaistadion, Debrecen |
| 17 juni 2015 16:00 | Franck Delerue Malik Tchokounte | (verslag) | Hodgyai Magyari | Oláh Gábor utcaistadion, Debrecen |

|                    |                     |           |             |                                   |
| 18 juni 2015 18:00 | Opper-Hongarije     | 3-1       | Szeklerland | Oláh Gábor utcaistadion, Debrecen |
| 18 juni 2015 18:00 | Dalkoni Magyar Kosa | (verslag) | Magyari     | Oláh Gábor utcaistadion, Debrecen |

|                    |                                                |           |                 |                                   |
| 19 juni 2015 19:30 | Graafschap Nizza                               | 4-1       | Opper-Hongarije | Oláh Gábor utcaistadion, Debrecen |
| 19 juni 2015 19:30 | Franck Delerue Jacques Onda Romen Tarek Jaziri | (verslag) | Kosa            | Oláh Gábor utcaistadion, Debrecen |

### Groep B
| Team         | Pts | Pld | W | D | L | GF | GA | GD |
| ------------ | --- | --- | - | - | - | -- | -- | -- |
| Padanië      | 6   | 2   | 2 | 0 | 0 | 4  | 2  | +2 |
| Man (eiland) | 3   | 2   | 1 | 0 | 1 | 3  | 2  | +1 |
| Romani       | 0   | 2   | 0 | 0 | 2 | 3  | 6  | -3 |

|                    |                           |           |                   |                                   |
| 17 juni 2015 16:30 | Padanië                   | 3-2       | Romani            | Oláh Gábor utcaistadion, Debrecen |
| 17 juni 2015 16:30 | Tignonsini Garavelli Rota | (verslag) | S.Horvath R.Csoka | Oláh Gábor utcaistadion, Debrecen |

|                    |                                          |           |         |                                   |
| 18 juni 2015 18:30 | Man (eiland)                             | 3-1       | Romani  | Oláh Gábor utcaistadion, Debrecen |
| 18 juni 2015 18:30 | Seamus Sharkey Frank Jones Chris Bass Jr | (verslag) | I.Irhas | Oláh Gábor utcaistadion, Debrecen |

|                    |           |           |              |                                   |
| 19 juni 2015 19:00 | Padanië   | 1-0       | Man (eiland) | Oláh Gábor utcaistadion, Debrecen |
| 19 juni 2015 19:00 | Prandelli | (verslag) |              | Oláh Gábor utcaistadion, Debrecen |

## Knock-outfase

### Wedstrijd voor 5e plaats
|                    |                      |           |             |                                   |
| 19 juni 2015 16:00 | Romani               | 4-2       | Szeklerland | Oláh Gábor utcaistadion, Debrecen |
| 19 juni 2015 16:00 | Oivido Irhas Horvath | (verslag) | Mate Silion | Oláh Gábor utcaistadion, Debrecen |

### Halve finales
|                    |                                             |           |              |                                   |
| 20 juni 2015 17:00 | Graafschap Nizza                            | 3-1       | Man (eiland) | Oláh Gábor utcaistadion, Debrecen |
| 20 juni 2015 17:00 | Franck Delerue Romain Girand Lionel Floridi | (verslag) | Frank Jones  | Oláh Gábor utcaistadion, Debrecen |

|                    |                                       |           |                 |                                   |
| 20 juni 2015 18:30 | Padanië                               | 5-0       | Opper-Hongarije | Oláh Gábor utcaistadion, Debrecen |
| 20 juni 2015 18:30 | Prandelli Mazzotti De Peralta Baruwah | (verslag) |                 | Oláh Gábor utcaistadion, Debrecen |

### Wedstrijd voor 3e plaats
|                    |               |           |                 |                                   |
| 21 juni 2015 18:00 | Man (eiland)  | 1-1 5-3   | Opper-Hongarije | Oláh Gábor utcaistadion, Debrecen |
| 21 juni 2015 18:00 | Chris Bass Jr | (verslag) | Magyar          | Oláh Gábor utcaistadion, Debrecen |

### Finale
|                    |                                 |           |                  |                                   |
| 21 juni 2015 18:30 | Padanië                         | 4-1       | Graafschap Nizza | Oláh Gábor utcaistadion, Debrecen |
| 21 juni 2015 18:30 | De Peralta Tignonsini Prandelli | (verslag) | Franck Delerue   | Oláh Gábor utcaistadion, Debrecen |

| 2015 Europees kampioen |
| ---------------------- |
| PADANIË Eerste titel   |

## Topscorers
| 5 doelpunten Franck Delerue 4 doelpunten Matteo Prandelli 3 doelpunten Fabricio Porcel De Peralta 2 doelpunten Stefano Tignonsini Franck Jones Chris Bass Jr Magyar Kosa Magyari R.Horvath I.Irhas J.Oivido |  | 1 doelpunt Marco Garavelli Andrea Rota Mazzotti Barwuah Enoch Malik Tchokounte Jacques Onda Romen Tarek Jaziri Lionel Floridi Romain Girand Seamus Sharkey Hodgyai Silion Mate R.Csoka Dalkoni |